# Eiteren (sneltramhalte)
Eiteren is een van de haltes van de Utrechtse sneltram en is gelegen in de stad IJsselstein in de wijk Achterveld. Tramlijn 21 tussen Utrecht Centraal en IJsselstein-Zuid stopt langs de perrons.
In februari 2005 en in de zomer van 2020 zijn enkele haltes van deze tram gerenoveerd, zo ook halte Eiteren.
De halte dankt zijn naam aan de straat Eiteren, die van het centrum van IJsselstein naar de wijk Achterveld loopt. Hier lag vroeger het dorp Eiteren.
De halte wordt veel gebruikt door reizigers uit de richting Utrecht met als bestemming IJsselstein centrum, hoewel de halte Binnenstad gunstiger lijkt te liggen.
P+R Science Park · WKZ/Máxima · UMC Utrecht · Heidelberglaan · Padualaan · De Kromme Rijn · Stadion Galgenwaard · Station Utrecht Vaartsche Rijn · CS Centrumzijde · CS Jaarbeursplein · Graadt van Roggenweg · 24 Oktoberplein-Zuid · Winkelcentrum Kanaleneiland · Vasco da Gamalaan · Kanaleneiland Zuid · P+R Westraven · Zuilenstein · Batau-Noord · Wijkersloot · Nieuwegein City · St. Antonius Ziekenhuis · Doorslag · Hooghe Waerd · Clinckhoeff · Eiteren · Achterveld · Binnenstad · IJsselstein-Zuid